# Santa Catarina do Fogo
Santa Catarina do Fogo is een van de 22 gemeentes van Kaapverdië. Het ligt in het centraaloosten van het eiland Fogo. De hoofdplaats van de gemeente is de stad Cova Figueira.

## Politiek
Kaapverdië wordt op gemeentelijk niveau, net als op landelijk niveau, beheerst door twee partijen: aan de linkerzijde de PAICV en aan de rechterzijde de MpD.
De Gemeentelijke Vergadering (in het Portugees: Assembleia Municipal) van de gemeente Santa Catarina do Fogo bestaat nu uit 13 leden. Hiervan zijn 7 leden afgevaardigd door de PAICV en 6 leden door het MpD. Het gemeentebestuur (câmara) bestaat uit 5 PAICV-leden.

### Uitslagen van de gemeenteraadsverkiezingen
Elke 4 jaar vinden op dezelfde dag de verkiezingen plaats voor de Gemeentelijke Vergadering als voor het Gemeentebestuur.

#### Gemeentelijke Vergadering
|         | 2004 % | 2004 zetels | 2008 % | 2008 zetels | 2012 % | 2012 zetels |
| ------- | ------ | ----------- | ------ | ----------- | ------ | ----------- |
| PAICV   | 50.46  | 11          | 28.8   | -           | 52.0   | 7           |
| MpD     | 44.20  | 10          | 66.0   | -           | 46.4   | 6           |
| PCD-PRD | 4.07   | 0           | -      | -           | -      | -           |
| NU BAI  | 1.27   | 0           | -      | -           | -      | -           |

#### Gemeentebestuur
|         | 2004 % | 2004 zetels | 2008 % | 2008 zetels | 2012 % | 2012 zetels |
| ------- | ------ | ----------- | ------ | ----------- | ------ | ----------- |
| PAICV   | 50.42  | 9           | 67.8   | 5           | 52.3   | 5           |
| MpD     | 43.95  | 0           | -      | -           | 46.4   | 0           |
| PCD-PRD | 4.22   | 0           | -      | -           | -      | -           |
| NU BAI  | 1.40   | 0           | -      | -           | -      | -           |